# 1936년 지리산 쌍계사 지진
지리산 쌍계사 지진은 1936년 7월 4일에 대한민국의 산 중 하나인 지리산에서 일어난 지진이다. 모멘트 규모 5.3으로 큰 편이었으나 산 등지에서 일어난 지진이라 피해는 적었다. 지리산에서 일본 기상청 진도 계급 기준 4-5 사이의 진동을 느꼈으며 하동, 여수, 광양 등 경상남도 서부와 전라남도 동부에서 최대진도 3의 진동을 느꼈다.
지진 발생 직후에는 진앙지가 대구, 구례, 광주 즈음으로 추정되었으나 지진 발생 후 약 6일만인 7월 11일에야 진원지가 경남 하동군의 쌍계사 인근임이 밝혀졌다.
2년 후인 1938년 8월 22일엔 진앙 인근인 경상남도 산청군 인근에서 규모 4.8의 여진이 일어났다. 이 여진은 쓰시마섬에서 일본 기상청 진도 계급 최대 2를 감지하였다.

## 지진 매커니즘
1984년 도쿄 대학 시마자키 구니히코(島崎邦彦) 교수는 쌍계사 지진의 단층면해를 동서 혹은 동북동-서남서 방향으로 작용하는 압축력으로 쌍계사 부근에서 북북동 방향 단층면을 따라 역단층 성분이 있는 우수 주향 단층으로 지진이 발생했다고 추정하였다.
릭터 규모는 1935년 미국 캘리포니아주에서 일어난 지진을 분석하기 위해 처음 발명된 것이기 때문에 지리산 쌍계사 지진 같은 경우에는 당시 규모가 조사되지 않았다. 이후 여러 연구자들이 규모를 추정했는데 1983년 한국동력자원연구소에서는 지진기록을 통해 규모를 약 M5.0으로 추정하였다.

### 단층
실제로 한국지질자원연구원의 5만 지질도에서는 지리산 토지면-화개면 일대에만 총 3개의 단층이 지나며, 그 중의 하나는 북북동 주향으로 화개면 범왕리에서 대성리를 통과해 지리산 주능선을 넘어 함양군 마천면으로 이어진다. 이 단층의 존재는 이미 1964년 한국지질자원연구원의 화개지질도폭에서 언급된 바 있으며 연곡 단층 동부에서 북동 40°의 주향을 갖고 북서 70°의 경사를 갖는 정단층으로 보고되었다. 추가로, 범왕리에서 서쪽으로 4.6km 거리에 있는 토지면 내서리에는 유일하게 이름이 알려진 연곡 단층이 지난다. 역시 1964년 화개도폭에서 보고된 이 단층은 연곡천계곡을 따라 남-북 주향으로 토지면 외곡리에서 내곡리를 거쳐 지리산 주능선을 넘어 남원시 산내면까지 약 25km 연장되며, 서쪽이 상승하고 동쪽이 침강하였다.

## 진도
지진 발생 당시 한반도에는 서울, 인천, 엄원, 대구, 부산 총 5곳의 지진관측소가 있었다. 아래 표는 당시 관측소의 지진 감지 기록을 바탕으로 지진학자 하야타 고치(隼田公地)가 기록한 지진 발생 당시 진도 목록을 나타낸 것이다. 진도는 일본 기상청 진도 계급을 기준으로 한다. 당시 최대 진도였던 5를 수정 메르칼리 진도 계급(MMI)로 환산하면 약 VIII이다.
| 진도 | 지역       | 지역                                                                             |
| ---- | ---------- | -------------------------------------------------------------------------------- |
| 5    | 경상남도   | 쌍계사                                                                           |
| 3    | 경상남도   | 거창, 고성, 남해, 사천, 산청, 통영, 하동, 함양                                   |
| 3    | 전라남도   | 곡성, 광양, 광주, 구례, 담양, 순천, 여수, 화순                                   |
| 3    | 전라북도   | 고창, 남원, 장수                                                                 |
| 3    | 충청남도   | 조치원, 공주, 대천                                                               |
| 2    | 경상남도   | 김해, 마산, 밀양, 부산, 양산, 의령, 진주, 창녕, 함안                             |
| 2    | 전라남도   | 강진, 거문도, 고흥, 나주, 보성, 소리도, 영광, 영암, 완도, 장성, 진도, 함평, 해남 |
| 2    | 전라북도   | 군산, 금산, 순창, 이리, 임실, 정주                                               |
| 2    | 경상북도   | 김천, 문경, 상주, 선산, 왜관                                                     |
| 2    | 충청남도   | 논산, 대전, 서천                                                                 |
| 2    | 충청북도   | 보은, 영동, 진천                                                                 |
| 1    | 경상남도   | 동래                                                                             |
| 1    | 전라남도   | 장흥                                                                             |
| 1    | 전라북도   | 김제, 무주, 부안                                                                 |
| 1    | 경상북도   | 경산, 경주, 고령, 성주, 안동, 영덕, 영주, 포항                                   |
| 1    | 충청남도   | 서산, 천안, 홍주                                                                 |
| 1    | 충청북도   | 옥천, 제천, 청주, 추풍령, 충주                                                   |
| 1    | 경기도     | 김량장, 안성, 이천, 평택                                                         |
| 1    | 강원도     | 정선                                                                             |
| 1    | 나가사키현 | 이즈하라정                                                                       |

## 피해
1940년 쓰키자키의 연구에서는 쌍계사 지진의 주요 피해가 하동군 화개면에 집중되었고 화개장터에서 쌍계사로 이르는 도로가 1km에 걸쳐 파괴되었다고 조사하였다. 가옥피해는 완전 붕괴 3개동, 일부 붕괴 10동 등 총 13동이었다.
쌍계사 주변에 대형 산사태가 일어나 쌍계사의 종무소 천장이 내려앉고 절 주변 돌담이 무너지는 피해를 입었다. 또한 금당 앞에 위치한 쌍계싸 오층 석탑의 탑두가 옆으로 쓰러져서 무너졌다. 국보 제47호인 하동 쌍계사 진감선사탑비도 균열이 새롭게 발생하였다.